# بالم بيتش
بالم بيتش (بالإنجليزية: Palm Beach)‏ هي مدينة أمريكية تقع في ولاية فلوريدا. تبلغ مساحة هذه المدينة 27 (كم²)،ويبلغ عدد سكانها 10468 نسمة حسب إحصاء سنة 2010 م 10468.تشير إحصاءات سنة 2000م بأن الكثافة السكانية في هذه المدينة تقدر بـ(1030.6) نسمة/كم2 

## التركيبة السكانية
حدّد مكتب تعداد الولايات المتحدة بيانات التركيبة السكانية لبالم بيتش في تعداد الولايات المتحدة. في ما يلي، التركيبة السكانية حسب تعدادي 2000 و2010.

### تعداد عام 2000
بلغ عدد سكان بالم بيتش 10,468 نسمة بحسب تعداد عام 2000، وبلغ عدد الأسر 5,789 أسرة وعدد العائلات 3,022 عائلة مقيمة في البلدة. في حين سجلت الكثافة السكانية 518.2 نسمة لكل كيلومتر مربع (1,342.1/ميل2). وبلغ عدد الوحدات السكنية 9,948 وحدة بمتوسط كثافة قدره 492.5 لكل كيلومتر مربع (1,275.6/ميل2).
وتوزع التركيب العرقي للبلدة بنسبة 96% من البيض و2.57% من الأمريكيين الأفارقة و0.04% من الأمريكيين الأصليين و0.53% من الأمريكيين ذوي الأصول الآسيوية و0.02% من سكان جزر المحيط الهادئ و0.21% من الأعراق الأخرى و0.63% من عرقين مختلطين أو أكثر و2.56% من الهسبانيون أو اللاتينيون من أي عرق.
بلغ عدد الأسر 5,789 أسرة كانت نسبة 8.4% منها لديها أطفال تحت سن الثامنة عشر تعيش معهم، وبلغت نسبة الأزواج القاطنين مع بعضهم البعض 48.1% من أصل المجموع الكلي للأسر، ونسبة 3.3% من الأسر كان لديها معيلات من الإناث دون وجود شريك، بينما كانت نسبة 0.8% من الأسر لديها معيلون من الذكور دون وجود شريكة وكانت نسبة 47.8% من غير العائلات. تألفت نسبة 42.6% من أصل جميع الأسر من عدة أفراد يعيشون في نفس المنزل ونسبة 27.6% كانت تتألف من شخص يعيش بمفرده يبلغ من العمر 65 عاماً أو أكثر. وبلغ متوسط حجم الأسرة المعيشية 1.81، أما متوسط حجم العائلات فبلغ 2.38.
بلغ العمر الوسطي للسكان 66.6 عاماً. وكانت نسبة 9.4% من القاطنين تحت سن الثامنة عشر، وكانت نسبة 1.5% بين الثامنة عشر والرابعة والعشرين عاماً، ونسبة 11.5% كانت واقعةً في الفئة العمرية ما بين الخامسة والعشرين والرابعة والأربعين عاماً، ونسبة 25% كانت ما بين الخامسة والأربعين والرابعة والستين، ونسبة 52.5% كانت ضمن فئة الخامسة والستين عاماً فما فوق. يوجد لكل 100 أنثى 79.3 ذكر، ويوجد لكل 100 أنثى في الثامنة عشر من عمرها فما فوق 77.0 ذكر.
بلغ متوسط دخل الأسرة في البلدة 94,562 دولارًا، أما متوسط دخل العائلة فبلغ 137,867 دولارًا. وكان متوسط دخل الذكور 71,685 دولارًا مقابل 42,875 دولارًا للإناث. وسجل دخل الفرد الخاص بالبلدة 109,219 دولارًا. وكانت نسبة 2.4% من العائلات ونسبة 5.3% من السكان تحت خط الفقر، وكان من هؤلاء نسبة 4.6% تحت سن الثامنة عشر ونسبة 2.9% في الخامسة والستين من العمر وما فوق.

### تعداد عام 2010
بلغ عدد سكان بالم بيتش 8,348 نسمة بحسب تعداد عام 2010، وبلغ عدد الأسر 4,799 أسرة وعدد العائلات 2,453 عائلة مقيمة في البلدة. في حين سجلت الكثافة السكانية 413.3 نسمة لكل كيلومتر مربع (1,070.4/ميل2). وبلغ عدد الوحدات السكنية 9,091 وحدة بمتوسط كثافة قدره 450 لكل كيلومتر مربع (1,165.5/ميل2).
وتوزع التركيب العرقي للبلدة بنسبة 97.44% من البيض و0.63% من الأمريكيين الأفارقة و0.02% من الأمريكيين الأصليين و1.04% من الأمريكيين ذوي الأصول الآسيوية و0.35% من الأعراق الأخرى و0.52% من عرقين مختلطين أو أكثر و3.92% من الهسبانيون أو اللاتينيون من أي عرق.
بلغ عدد الأسر 4,799 أسرة كانت نسبة 7.1% منها لديها أطفال تحت سن الثامنة عشر تعيش معهم، وبلغت نسبة الأزواج القاطنين مع بعضهم البعض 47.3% من أصل المجموع الكلي للأسر، ونسبة 2.7% من الأسر كان لديها معيلات من الإناث دون وجود شريك، بينما كانت نسبة 1.1% من الأسر لديها معيلون من الذكور دون وجود شريكة وكانت نسبة 48.9% من غير العائلات. تألفت نسبة 43.4% من أصل جميع الأسر من عدة أفراد يعيشون في نفس المنزل ونسبة 29.4% كانت تتألف من شخص يعيش بمفرده يبلغ من العمر 65 عاماً أو أكثر. وبلغ متوسط حجم الأسرة المعيشية 1.74، أما متوسط حجم العائلات فبلغ 2.28.
بلغ العمر الوسطي للسكان 67.4 عاماً. وكانت نسبة 6.9% من القاطنين تحت سن الثامنة عشر، وكانت نسبة 1.8% بين الثامنة عشر والرابعة والعشرين عاماً، ونسبة 7.7% كانت واقعةً في الفئة العمرية ما بين الخامسة والعشرين والرابعة والأربعين عاماً، ونسبة 27.8% كانت ما بين الخامسة والأربعين والرابعة والستين، ونسبة 55.8% كانت ضمن فئة الخامسة والستين عاماً فما فوق. وتوزع التركيب الجنسي للسكان بنسبة 44.8% ذكور و55.2% إناث.

## المناخ
يظهر الجدول التالي التغييرات المناخية على مدار السنة لبالم بيتش:
| البيانات المناخية لـبالم بيتش     | البيانات المناخية لـبالم بيتش | البيانات المناخية لـبالم بيتش | البيانات المناخية لـبالم بيتش | البيانات المناخية لـبالم بيتش | البيانات المناخية لـبالم بيتش | البيانات المناخية لـبالم بيتش | البيانات المناخية لـبالم بيتش | البيانات المناخية لـبالم بيتش | البيانات المناخية لـبالم بيتش | البيانات المناخية لـبالم بيتش | البيانات المناخية لـبالم بيتش | البيانات المناخية لـبالم بيتش | البيانات المناخية لـبالم بيتش |
| الشهر                             | يناير                         | فبراير                        | مارس                          | أبريل                         | مايو                          | يونيو                         | يوليو                         | أغسطس                         | سبتمبر                        | أكتوبر                        | نوفمبر                        | ديسمبر                        | المعدل السنوي                 |
| --------------------------------- | ----------------------------- | ----------------------------- | ----------------------------- | ----------------------------- | ----------------------------- | ----------------------------- | ----------------------------- | ----------------------------- | ----------------------------- | ----------------------------- | ----------------------------- | ----------------------------- | ----------------------------- |
| الدرجة القصوى °ف (°م)             | 89 (32)                       | 90 (32)                       | 95 (35)                       | 99 (37)                       | 99 (37)                       | 100 (38)                      | 101 (38)                      | 97 (36)                       | 97 (36)                       | 95 (35)                       | 92 (33)                       | 90 (32)                       | 101 (38)                      |
| متوسط درجة الحرارة الكبرى °ف (°م) | 75 (24)                       | 77 (25)                       | 79 (26)                       | 82 (28)                       | 86 (30)                       | 88 (31)                       | 90 (32)                       | 90 (32)                       | 88 (31)                       | 85 (29)                       | 80 (27)                       | 76 (24)                       | 83 (28)                       |
| متوسط درجة الحرارة الصغرى °ف (°م) | 57 (14)                       | 59 (15)                       | 62 (17)                       | 66 (19)                       | 71 (22)                       | 74 (23)                       | 76 (24)                       | 76 (24)                       | 75 (24)                       | 72 (22)                       | 66 (19)                       | 60 (16)                       | 68 (20)                       |
| أدنى درجة حرارة °ف (°م)           | 26 (−3)                       | 27 (−3)                       | 26 (−3)                       | 38 (3)                        | 45 (7)                        | 60 (16)                       | 64 (18)                       | 65 (18)                       | 61 (16)                       | 46 (8)                        | 36 (2)                        | 24 (−4)                       | 24 (−4)                       |
| الهطول إنش (مم)                   | 3.13 (80)                     | 2.82 (72)                     | 4.59 (117)                    | 3.66 (93)                     | 4.51 (115)                    | 8.30 (211)                    | 5.76 (146)                    | 7.95 (202)                    | 8.35 (212)                    | 5.13 (130)                    | 4.75 (121)                    | 3.38 (86)                     | 62.33 (1٬585)                 |
| المصدر: National Weather Service  |                               |                               |                               |                               |                               |                               |                               |                               |                               |                               |                               |                               |                               |

## توأمة
لبالم بيتش اتفاقيات توأمة مع:
- جاكميل

## أعلام
- ريتش بارنز
- لويس جي. هيل
- ماديلين أستور
- غونار جانيت
- كارلوس جنكينز
- ألونزو جي
- ليلى داميتا
- كلارنس كليمونز
- جورج مورفي